# Макаров, Валентин Иванович
Валентин Иванович Макаров (1902, Тула — ?) — советский государственный деятель, первый заместитель председателя Совета Министров РСФСР (1948—1949).

## Биография
Родился в 1902 году в Туле. Член КПСС с 1925 года.
- 1939—1940 гг. — народный комиссар промышленности строительных материалов РСФСР,
- 1940—1946 гг. — народный комиссар — министр коммунального хозяйства РСФСР,
- 1946—1948 гг. — заместитель председателя Совета Министров РСФСР
- 1948—1949 гг. — первый заместитель председателя Совета Министров РСФСР.

С 1967 года - персональный пенсионер союзного значения.
Умер после 1967 года.